# Hakea smilacifolia
Hakea smilacifolia (лат.) — кустарник или дерево, вид рода Хакея (Hakea) семейства Протейные (Proteaceae). Эндемик округов Средне-Западный, западного Уитбелта и Голдфилдс-Эсперанс в Западной Австралии. 

## Ботаническое описание
Hakea smilacifolia — открытый раскидистый кустарник, обычно растущий на высоту от 1 до 2 м с гладкой серой корой. Ветви умеренно покрыты длинными мягкими волосками или грубыми, грубыми длинными волосками. При цветении растения волоски становятся короткими мягкими ржавого цвета. Цветки в основном скрыты толстыми кожистыми чередующимися листьями длиной 15–70 мм и шириной 8–50 см. Серо-зелёные листья различаются по форме, нижние листья имеют эллиптическую или яйцевидную форму. Листья ближе к цветкам шире и сужаются к точке на вершине. Листья часто складываются и имеют изогнутые выступающие жилки. Соцветие состоит из 5 или 6 белых или кремово-белых цветков, сладко пахнущих и появляющихся группами в пазухах листьев. Цветоножка — гладкая длиной 1,2–2 мм, пестик длиной 14–15 мм, околоцветник — белый. Плоды гладкие, маленькие: 1,1–1,3 мм в длину и 4–6 мм в ширину, сужающиеся к короткому остроконечному клюву.

## Таксономия
Вид Hakea smilacifolia был описан швейцарским ботаником Карлом Мейсснером в 1845 году и это описание было опубликовано в Plantae Preissianae. Видовой эпитет — по названию лиановых кустарников рода Smilax и латинского слова folium, означающего «лист» и относится к сходству листьев этого вида с таковыми у рода Smilax.

## Распространение и местообитание
H. smilacifolia растёт от северных песчаных равнин в Три-Спрингс, начиная с юга до Гингин. Есть также зарегистрированная полуляция к западу от Эсперанса. Растёт в пустошах и кустарниках на песке и гравии. Требует хорошо дренированной почвы и полного солнца.

## Охранный статус
Вид Hakea smilacifolia классифицируется как «не угрожаемый» Департаментом парков и дикой природы правительства Западной Австралии.